# Antje Mansbrügge
Antje Mansbrügge (* 1969) ist eine deutsche Literaturwissenschaftlerin und Stiftungsmanagerin und Vorständin der Stiftung Innovation in der Hochschullehre.

## Leben
Antje Mansbrügge studierte Kulturwissenschaften, Germanistik und Sprachlehrforschung in Lüneburg und Hamburg, promovierte zu Libuše Moníková, publizierte bis 2003 zur neuen deutschen Literatur, war Lehrbeauftragte der Germanistik und wissenschaftlichen Weiterbildung an der Universität Hamburg und lehrte als DAAD-Lektorin für Literatur, Sprache, Kulturgeschichte an der Ain Shams Universität in Kairo/Ägypten.
Seit 2004 ist Mansbrügge im Stiftungswesen zu internationalem Austausch, Netzwerkbildung und Wissenschaft tätig. Für die Alfred Toepfer Stiftung F.V.S. entwickelte sie das Lehren-Programm und baute es über zehn Jahre zum Lehren-Bündnis für Hochschullehre aus, welches von der Toepfer Stiftung, der Nordmetall Stiftung, dem Stifterverband, der Volkswagenstiftung und der Joachim Herz Stiftung getragen wurde. 2016 war sie Gründungsgeschäftsführerin der Toepfer Stiftung gGmbH, wo sie 2019 das Konzept für die Stiftung Innovation in der Hochschullehre entwickelte und die Institution seit 2020 aufbaute. Gemeinsam mit Cornelia Raue und Evelyn Korn wurde sie 2020 als Gründungsvorstand der Stiftung Innovation in der Hochschullehre berufen.
Ehrenamtlich war sie u. a. Vorstandsmitglied der gemeinnützigen Initiative Common Purpose Deutschland [2] und ist Mitglied im Hochschulrat der Technischen Hochschule Mittelhessen.

## Schriften (Auswahl)
- Antja Mansbrügge: Autorkategorie und Gedächtnis. Lektüren zu Libuse MoÎiková. Königshausen & Neumann, Würzburg 2002, ISBN 978-3-8260-2256-2
- Antje Mansbrügge: Praxisbuch: Junge deutschsprachige Literatur. Cornelsen, Hamburg 2005, ISBN 978-3-589-2205-33
- Antje Mansbrügge: Wie lernen die change maker? Erfahrungen aus Lehren, dem Bündnis für Hochschullehre. In: Pädagogische Hochschulentwicklung. Springer Fachmedien Wiesbaden, Wiesbaden 2016, ISBN 978-3-658-12066-5, S. 337–353, doi:10.1007/978-3-658-12067-2_21 (springer.com [abgerufen am 15. März 2024]).
- Antje Mansbrügge, Johannes Wildt: Lehren: "Impuls zur wissenschaftlichen Lehre" - ein innovatives Weiterbildungsformat. In: Zeitschrift für Hochschulentwicklung. Band 5, Nr. 4, 16. Dezember 2010, doi:10.3217/zfhe-5-04/20 (zfhe.at [abgerufen am 15. März 2024]).